# Vũ Văn Danh
Vũ Văn Danh (ur. 17 kwietnia 1926 w Hanoi) – południowowietnamski strzelec, olimpijczyk. 
Brał udział w Letnich Igrzyskach Olimpijskich 1968 (Meksyk). Startował w jednej konkurencji, w której zajął 53. miejsce.
Jego żona Hương Hoàng Thi również uprawiała strzelectwo sportowe. Była olimpijką w 1972, w konkurencji strzelania z pistoletu dowolnego na 50 metrów.

## Wyniki olimpijskie
| Igrzyska | Konkurencja                   | Wynik                 | Miejsce |
| -------- | ----------------------------- | --------------------- | ------- |
| IO 1968  | Pistolet szybkostrzelny, 25 m | 548 punktów (273-275) | 53.     |